# About Last Night
About Last Night (prt: Sobre a Noite Passada; bra: Sobre Ontem à Noite) é um filme norte-americano de 2014 do gênero comédia romântica dirigido por Steve Pink, e estrelado por Kevin Hart, Michael Ealy,Regina Hall e Joy Bryant. O filme é um remake do filme About Last Night... de 1986, e baseado no livro Sexual Perversity in Chicago de David Mamet.

## Sinopse
A releitura moderna da comédia romântica clássica, esta versão contemporânea segue de perto um novo amor entre dois casais, Siga a jornada de dois casais, do bar ao quarto.

## Elenco
- Kevin Hart como Bernie
- Michael Ealy como Danny
- Regina Hall como Joan
- Joy Bryant como Debbie
- Christopher McDonald como Casey McNeil
- Adam Rodríguez como Steven Thaler
- Joe Lo Truglio como Ryan Keller
- Paula Patton como Alison

## Produção
About Last Night é produzido pela Screen Gems , em divisão com a Sony Pictures Entertainment , com a participações das empresas de produções Rainforest Films e Olive Bridge Entertainment. O filme é dirigido por Steve Pink e escrito por Leslye Headland . O filme é um remake do About Last Night... de 1986; Ambos são baseados no livro Sexual Perversity in Chicago de David Mamet.

## Lançamento
About Last Night estreou no Festival de Cinema Pan Africano em 11 de Fevereiro de 2014, como a peça central do festival. Foi lançado em 2.253 cinemas nos Estados Unidos e no Canadá no Valentine's Day (Dia dos Namorados) em 14 de fevereiro de 2014.

## Recepção

### Crítica
O filme recebeu criticas mistas, No Rotten Tomatoes o filme mantém um índice de aprovação de 69%, baseado em 92 comentários  e uma classificação média de 6/10. No Metacritic , o filme tem uma pontuação de 62 em 100, com base em  30 críticos, indicando "avaliações favoráveis".

### Bilheteria
O filme arrecadou US$ 25,7 Milhões primeiro no fim de semana de abertura, ocupando a segunda posição após The Lego Movie , que estava em seu segundo fim de semana. About Last Night arrecadou US$ 48,6 Milhões nos Estados Unidos e no Canadá e sob US$ 1,8 Milhão em outros territórios para um total mundial de US$ 50,5 Milhões.

## Home media
Sony Pictures Home Entertainment lançou About Last Night em DVD e Blu-ray em 20 de maio de 2014.